# Copa dos Campeões da CONCACAF de 2000
A Copa dos Campeões da CONCACAF de 2000 foi a 36ª edição da competição de futebol anual que reúne os clubes da região da confederação CONCACAF (América do Norte e Caribe). O torneio classifica o campeão para o Mundial de Clubes da FIFA.
A final do torneio foi disputada em Los Angeles, Califórnia, entre o Los Angeles Galaxy dos Estados Unidos contra o C.D. Olimpia de Honduras.

## Equipes classificadas
| País              | Equipe             | Classificação                                       |
| ----------------- | ------------------ | --------------------------------------------------- |
| Costa Rica        | L.D. Alajuelense   | Vice-campeão da Copa Interclubes da UNCAF 2000      |
| Estados Unidos    | D.C. United        | Campeão da MLS Cup 1999                             |
| Estados Unidos    | Los Angeles Galaxy | Vice-campeão da MLS Cup 1999                        |
| Honduras          | C.D. Olimpia       | Campeão da Copa Interclubes da UNCAF 2000           |
| Honduras          | Real C.D. España   | 3º colocado na Copa Interclubes da UNCAF 2000       |
| México            | C.F. Pachuca       | Campeão da Primera División de México Invierno 1999 |
| México            | Club Toluca        | Campeão da Primera División de México Verano 2000   |
| Trinidad e Tobago | Joe Public F.C.    | Campeão do Campeonato de Clubes da CFU 2000         |

## Confrontos
|  | Quartas-de-final  | Quartas-de-final   | Quartas-de-final |         |                | Semifinais         | Semifinais     | Semifinais  |          |  | Final          | Final              | Final |
|  |                   |                    |                  |         |                |                    |                |             |          |  |                |                    |       |
|  | Estados Unidos    | Los Angeles Galaxy | 0 (5)            |         |                |                    |                |             |          |  |                |                    |       |
|  | Honduras          | Real España        | 0 (3)            |         |                |                    |                |             |          |  |                |                    |       |
|  | Honduras          | Real España        | 0 (3)            |         | Estados Unidos | Los Angeles Galaxy | 1 (4)          |             |          |  |                |                    |       |
|  |                   |                    |                  |         | Estados Unidos | Los Angeles Galaxy | 1 (4)          |             |          |  |                |                    |       |
|  |                   | Estados Unidos     | D.C. United      | 1 (2)   |                |                    |                |             |          |  |                |                    |       |
|  | Estados Unidos    | Estados Unidos     | D.C. United      | 1 (2)   | D.C. United    | 2                  |                |             |          |  |                |                    |       |
|  | Estados Unidos    |                    |                  |         | D.C. United    | 2                  |                |             |          |  |                |                    |       |
|  | Costa Rica        | Alajuelense        | 1                |         |                |                    |                |             |          |  |                |                    |       |
|  |                   |                    |                  |         |                |                    |                |             |          |  | Estados Unidos | Los Angeles Galaxy | 3     |
|  |                   |                    | Honduras         | Olimpia | 2              |                    |                |             |          |  |                |                    |       |
|  | México            | Toluca             | 0                |         |                |                    |                |             |          |  |                |                    |       |
|  | Honduras          | Olimpia            | 1                |         |                |                    |                |             |          |  |                |                    |       |
|  | Honduras          | Olimpia            | 1                |         | Honduras       | Olimpia            | 4              |             |          |  |                |                    |       |
|  |                   |                    |                  |         | Honduras       | Olimpia            | 4              |             |          |  |                |                    |       |
|  |                   | México             | Pachuca          | 0       |                |                    | 3º Lugar       | 3º Lugar    | 3º Lugar |  |                |                    |       |
|  | México            | Pachuca            | 1                |         |                |                    | Estados Unidos | D.C. United | 1        |  |                |                    |       |
|  | Trindade e Tobago | Joe Public         | 0                |         |                |                    |                |             |          |  | México         | Pachuca            | 2     |

## Quartas-de-Final
16 e 17 de janeiro em Fullerton, CA - EUA
| Equipe 1           | Resultado        | Equipe 2    |
| ------------------ | ---------------- | ----------- |
| Toluca             | 0 - 1            | Olimpia     |
| Pachuca            | 1 - 0            | Joe Public  |
| D.C. United        | 2 - 1            | Alajuelense |
| Los Angeles Galaxy | 0 - 0 (5-3 Pen.) | Real España |

## Semifinais
19 de janeiro em Los Angeles, CA - EUA
| Equipe 1           | Resultado        | Equipe 2    |
| ------------------ | ---------------- | ----------- |
| Olimpia            | 4 - 0            | Pachuca     |
| Los Angeles Galaxy | 1 - 1 4-2 (Pen.) | D.C. United |

## Terceiro Lugar
21 de janeiro em Los Angeles, CA - EUA
| Equipe 1    | Resultado | Equipe 2 |
| ----------- | --------- | -------- |
| D.C. United | 1 - 2     | Pachuca  |

## Final
| 21 de janeiro | Los Angeles Galaxy              | 3 – 2 | Olimpia Tegucigalpa                            | Los Angeles Memorial Coliseum, Los Angeles |
|               | Hendrickson 36, 78' · Jones 39' |       | 34' (pen.) Danilo Tosello · 51' Robert de Lima |                                            |

## Premiação
| Copa dos Campeões da CONCACAF de 2000  |
| Estados Unidos                         |
| -------------------------------------- |
| Los Angeles Galaxy Campeão (1º título) |